# Disselia aleurota
Disselia aleurota är en fjärilsart som beskrevs av Edward Meyrick 1886. Disselia aleurota ingår i släktet Disselia och familjen praktmalar, Oecophoridae. Inga underarter finns listade i Catalogue of Life.